# 伊佐治好音
伊佐治 好音（いさじ たかね、1995年10月4日 - ）は、三重テレビ放送 (MTV) の女性アナウンサー。

## 来歴
岐阜県中津川市出身。岐阜県立中津高等学校、名古屋市立大学人文社会学部卒業 。名古屋のアナウンサーワークショップNAWS出身
2018年、大垣ケーブルテレビに入社。2021年3月退社。
2021年4月、三重テレビ放送に移籍。2021年5月7日に同局のInstagramで顔見せライブ配信を行った。
2024年自身が制作した『受刑者と社会を結ぶ くみひも』が全国制作者フォーラム2024で『丹羽美之賞』受賞した。

## 担当番組

### 三重テレビ
- メナード青山リゾートだより（2021年5月7日から2021年11月26日まで）
- Mieライブ(GoToみえ、第1、第2火曜、2022年4月5日から2023年3月） 伊佐治のさじ加減（2023年4月15日から）等

- 三重テレビニュースウィズ